# Escualosa
Escualosa is een geslacht van straalvinnige vissen uit de familie van haringen (Clupeidae).

## Soorten
- Escualosa elongata Wongratana, 1983
- Escualosa thoracata (Valenciennes, 1847)